# U-Bahnhof Fröttmaning
Der U-Bahnhof Fröttmaning (Kürzel der Münchner Verkehrsgesellschaft: FT) ist ein oberirdischer U-Bahnhof im Stadtteil Freimann der bayerischen Landeshauptstadt München. Er liegt an der Stammstrecke 1 der U-Bahn München und wird von der Linie U6 bedient. Zudem dient er als Anbindung des ÖPNV an die Allianz Arena.

## Geschichte
Um eine Umsteigemöglichkeit vom Individualverkehr zum öffentlichen Nahverkehr außerhalb der Stadt zu schaffen, verlängerte man die U6, die zuvor am U-Bahnhof Kieferngarten endete, um eine Station nach Norden und errichtete dort zur selben Zeit ein Park-and-Ride-Parkhaus, zumal die bereits beschlossene Strecke nach Garching-Hochbrück ohnehin hier verlaufen sollte. Am 30. Juni 1994 wurde der Bahnhof zunächst zweigleisig und etwa 50 Meter südlich von seinem heutigen Standort eröffnet. Bis zur Eröffnung der Streckenverlängerung nach Hochbrück am 28. Oktober 1995 war Fröttmaning das nördliche Ende der U6. Die Inbetriebnahme der Allianz Arena machte es, insbesondere im Hinblick auf die Fußball-Weltmeisterschaft 2006, erforderlich, den alten Bahnhof abzureißen und mit dem heutigen einen komplett neuen Bahnhof zu errichten. Dies geschah von 2002 bis 2005. Lediglich die südliche der beiden Brücken über die Gleisanlagen Technische Basis, die beim alten Bahnhof noch in der Bahnsteigmitte endete, blieb erhalten. Beide Bahnhöfe wurden von den Architekten Peter Bohn und Julia Mang-Bohn geplant.

## Lage und Umgebung

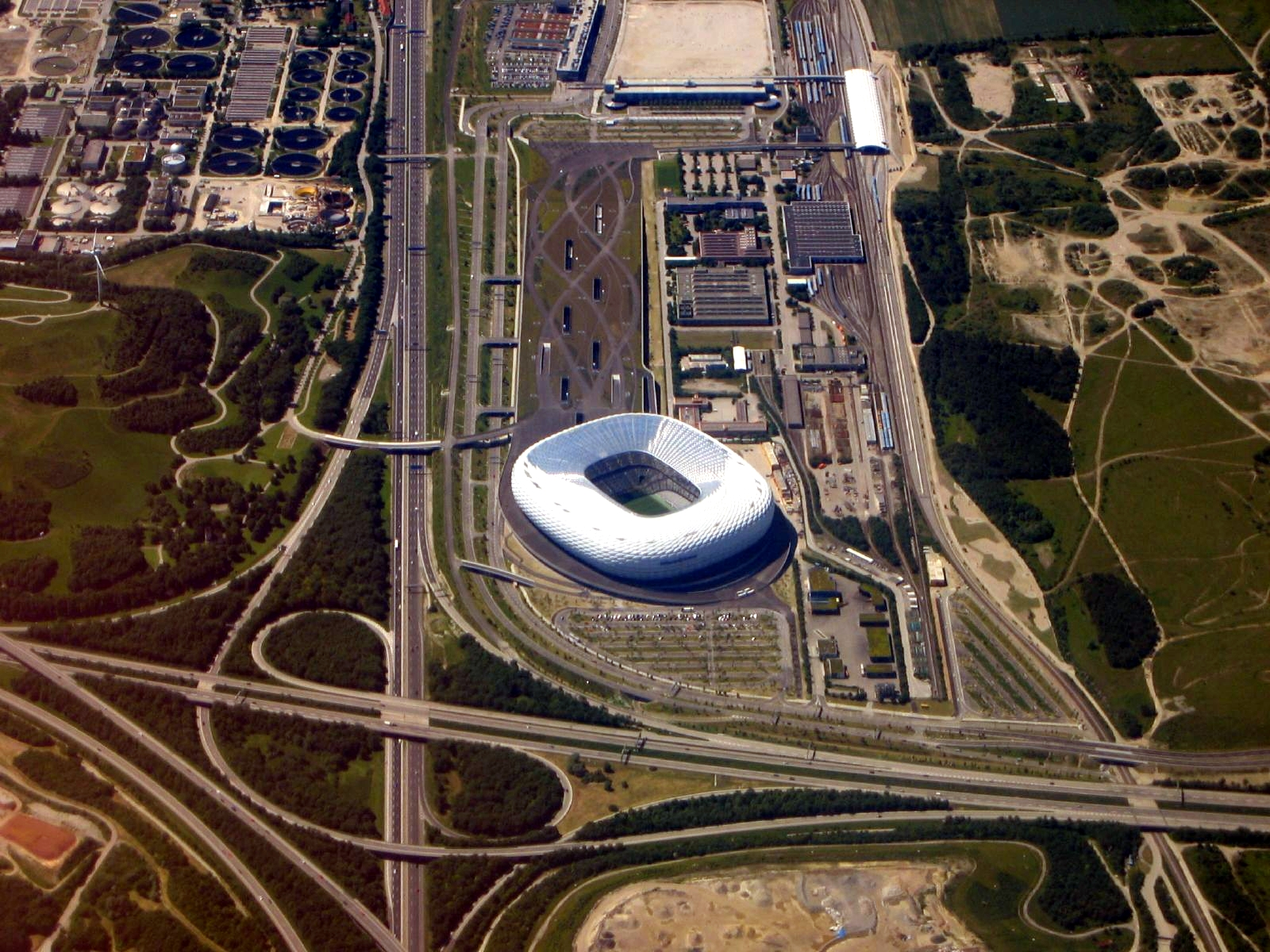
Luftaufnahme der Allianz Arena mit dem Bahnhof im rechten oberen Bildteil (helles Dach)

Bekannt ist der Bahnhof in erster Linie dadurch, dass er die Allianz Arena, die sich nördlich des Bahnhofs befindet, an den öffentlichen Nahverkehr anbindet. Das Stadion ist ca. 10–15 Fußminuten vom U-Bahnhof entfernt. Auf der anderen Seite der Gleisanlagen der Technischen Basis Fröttmaning, die direkt neben dem Bahnhof liegen, befindet sich das Park-and-Ride-Parkhaus, das gleichzeitig mit der Station gebaut wurde. Im Westen grenzen die Fröttmaninger Heide und das Wohngebiet Haidpark, das aufgrund seiner Nähe zum U-Bahnhof an dieser Stelle erschlossen wurde, an. Die Heilig-Kreuz-Kirche, das einzige Relikt der nicht mehr bestehenden Ortschaft Fröttmaning, die dem Bahnhof seinen Namen gab, befindet sich etwa 1,5 Kilometer im Nordosten.
Der nächste Haltepunkt in Richtung Innenstadt ist der 830 Meter entfernte U-Bahnhof Kieferngarten. Zwischen diesen beiden Stationen zweigen die Gleise zur Technischen Basis ab. In Richtung Norden unterqueren die U-Bahnen die Bundesautobahn 99 und verlassen die Gemarkung von München, ehe sie im Nachbarort Garching bei München den 4208 Meter entfernten U-Bahnhof Garching-Hochbrück erreichen. Keine anderen benachbarten Bahnhöfe im Münchner U-Bahn-Netz liegen so weit auseinander. Der zentral in München gelegene Bahnhof Marienplatz ist etwa neun Kilometer und 17 Minuten Fahrzeit entfernt.

## Bahnhofsanlage

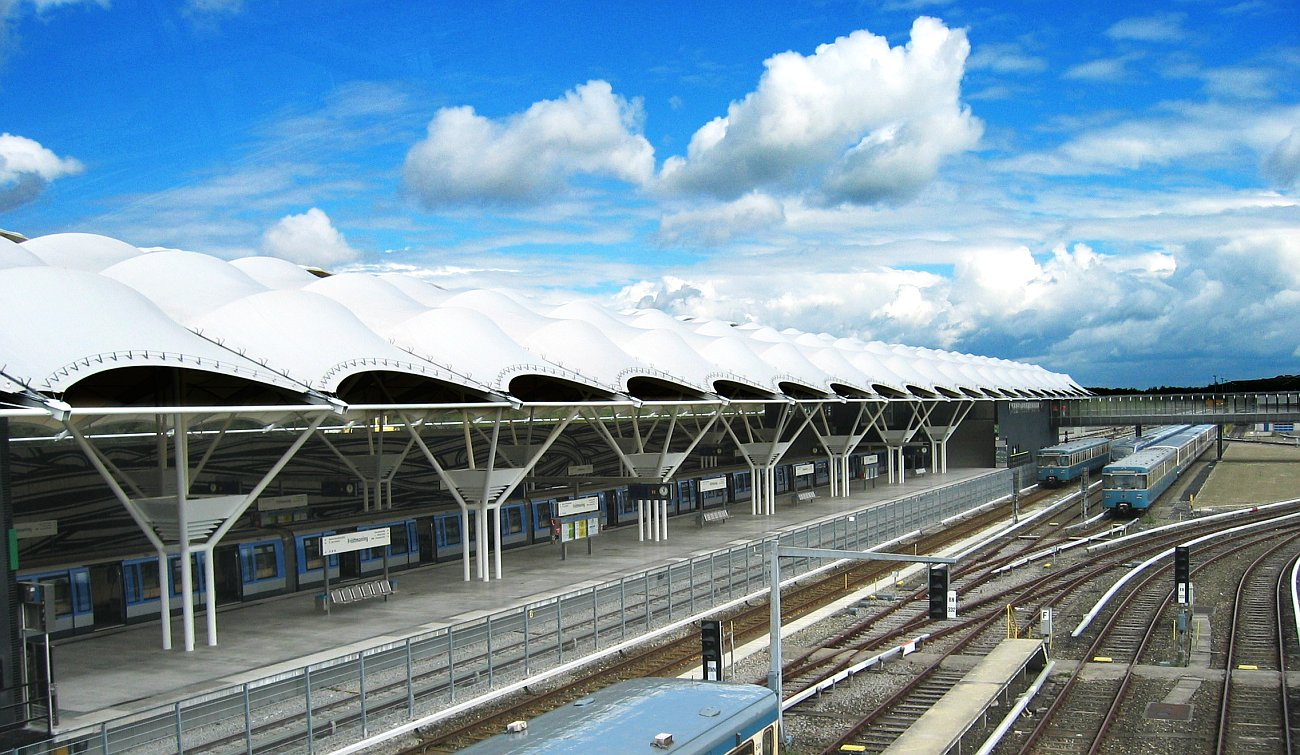
U-Bahnhof Seitenansicht

### Aufbau
Um die zahlreichen Besucher der Fußballspiele in der Allianz Arena abfertigen zu können, ist der Bahnhof viergleisig mit zwei Mittelbahnsteigen aufgebaut. Bei normalem Betrieb werden die beiden äußeren Gleise zur Durchfahrt und die mittleren Gleise zum Wenden genutzt. Beide Plattformen sind an ihren südlichen Enden über Fahr- und Festtreppen sowie je einen Aufzug mit einer Brücke verbunden, die von der Fröttmaninger Heide über die Gleisanlagen der Technischen Basis zum Park-and-Ride-Parkhaus am Hans-Jensen-Weg führt. Eine zweite Brücke im Norden, die über Festtreppen erreichbar ist, mündet in die Esplanade vor dem Fußballstadion.

### Gestaltung

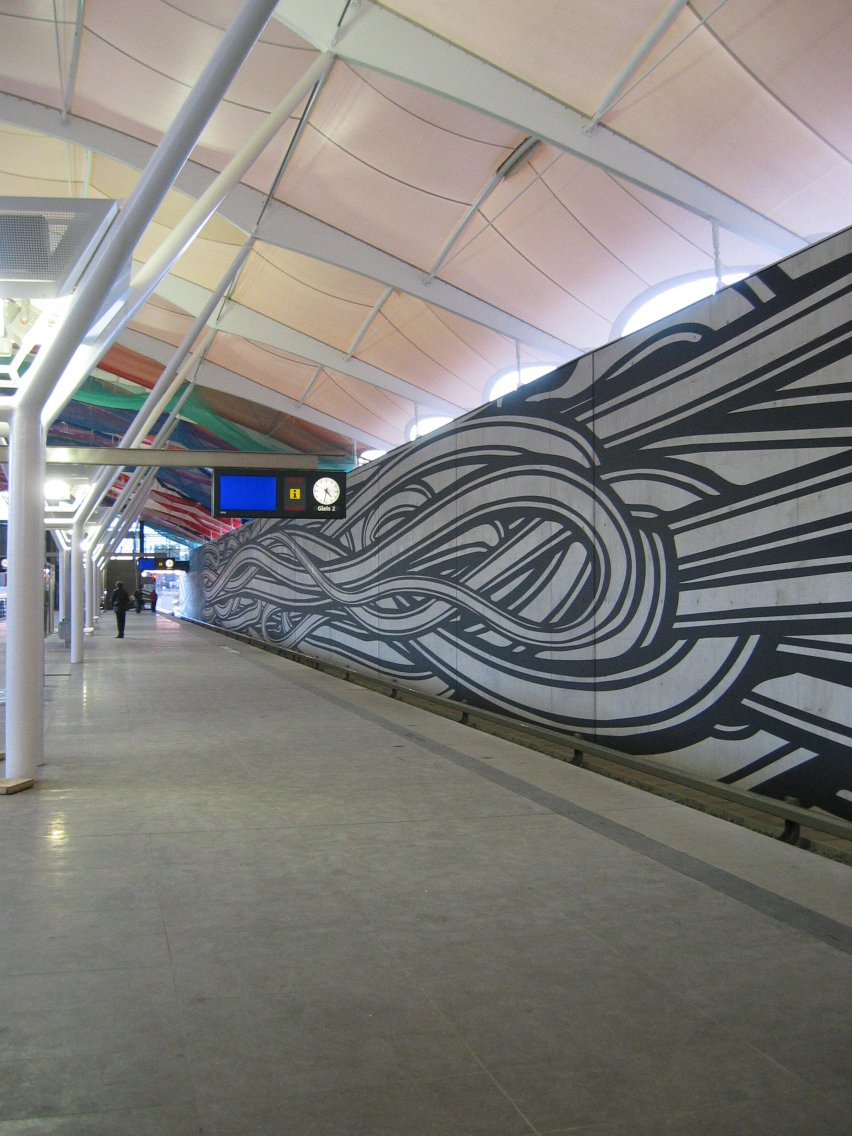
Kunstwerk an der Wand

Der Bahnhof ist komplett von einer lichtdurchlässigen Membran überdacht, die auf einer baumähnlichen Konstruktion sitzt. Die Bahnsteige sind mit Granitplatten ausgelegt und zwischen den Gleisen durch einen Zaun getrennt. Auf der Westseite trennt eine Betonwand den Bahnhof von der Fröttmaninger Heide ab, die mit einem Kunstwerk von Peter Kogler bemalt ist.

## Verkehr
Die U6 verkehrt am Bahnhof alle zehn Minuten, die Münchner Innenstadt ist in ca. 15 Minuten erreichbar. In den Hauptverkehrszeiten fahren zusätzlich Züge zwischen Fröttmaning und dem Klinikum Großhadern, sodass sich in Richtung Innenstadt ein 5-Minuten-Takt ergibt. Umsteigemöglichkeiten zu weiteren öffentlichen Verkehrsmitteln des MVV bestehen nicht. Unter dem Park-and-Ride-Parkhaus befindet sich ein Busterminal, an dem Fernbuslinien verkehren. Seit Eröffnung der Allianz Arena wird der Bahnhof auf den Fahrgastinformationstafeln zusätzlich mit einem Fußballsymbol dargestellt.
| Linie | Linienverlauf |
| ----- | --- |
| U6    | Garching-Forschungszentrum – (2560 m) – Garching – (1827 m) – Garching-Hochbrück – (4208 m) – Fröttmaning – (830 m) – Kieferngarten – (1431 m) – Freimann – (1087 m) – Studentenstadt – (660 m) – Alte Heide – (740 m) – Nordfriedhof – (813 m) – Dietlindenstraße – (712 m) – Münchner Freiheit – (579 m) – Giselastraße – (744 m) – Universität – (788 m) – Odeonsplatz – (640 m) – Marienplatz – (884 m) – Sendlinger Tor – (843 m) – Goetheplatz – (677 m) – Poccistraße – (624 m) – Implerstraße – (1236 m) – Harras – (837 m) – Partnachplatz – (760 m) – Westpark – (1084 m) – Holzapfelkreuth – (1050 m) – Haderner Stern – (1097 m) – Großhadern – (731 m) – Klinikum Großhadern |